# Ариабхата
Ариабха́та (или Арьябха́та, санскр. आर्यभट, IAST: Āryabhaṭa, Кусумапури, 476—550) — индийский астроном и математик. Его деятельность открывает «золотой век» индийской математики и астрономии. Долгое время его путали с учёным того же имени, жившим на четыре века позднее; сейчас последнего называют Ариабхата II.

## Биографические сведения
Достоверных сведений об Ариабхате практически не сохранилось. Надёжно установленным можно считать только год рождения учёного, поскольку на него довольно ясно указал сам Ариабхата в десятой строфе своего трактата «Ариабхатия»: «Когда шестьдесят раз по шестьдесят лет текущей юги истекло [499 г. н. э.], минуло двадцать три года с моего рождения».
Наиболее вероятно, Ариабхата происходил из северо-западной Индии, из царства Ашмака, располагавшегося на границе современных индийских штатов Гуджарат и Махараштра. Для продолжения образования он переехал в царство Магадха, в столице которой находился крупнейший «университет» того времени — буддистский монастырь Наланда. Здесь он провёл долгие годы, написал свои основные труды, и не исключено, что некоторое время возглавлял учебную часть монастыря.

## Ариабхатия
Из сочинений, написанных Ариабхатой, известны названия двух — «Ариабхатия» (499) и «Ариабхата-сиддханта», но сохранился текст лишь одного — «Ариабхатии». Оно состоит из четырёх частей, изложенных в стихотворной форме в 123 шлоках (стихах): дашагитика (система чисел, астрономические константы и таблица синусов), ганитапада (математика), калакрийа (календарь, расчёты соединений планет и обращений по эпициклам), голапада (основы сферической астрономии и расчёты затмений).
Изложение Ариабхаты — краткое до чрезвычайности. По форме это стихотворный текст, содержащий основные правила, к которым дополнительно требуется устный комментарий учителя.
Ариабхата написал свой трактат, когда ему было всего 23 года. Крайне маловероятно, что ему принадлежат все те результаты, о которых он пишет. Скорее всего, мы имеем здесь дело с достаточно глубокой традицией, от которой до нас почти ничего не дошло. Впрочем, некоторые результаты, приводимые Ариабхатой, содержатся в несколько более ранних индийских астрономических сочинениях — сиддхантах, восходящих к аналогичным сочинениям древнегреческих астрономов. С другой стороны, несомненно, что именно труд Ариабхаты своевременно разъяснял и устранял противоречия в астрономических вычислениях, проводившихся до него согласно пяти авторитетнейшим сиддхантам: «Сам Бог Солнца явился в образе Ариабхаты, искусного в астрономических стихах».
«Ариабхатия» оказала огромное влияние на всё последующее развитие математики и астрономии в Индии и положило начало новой научной традиции в этой стране. В середине VIII века трактат Ариабхаты перевёл на арабский язык багдадский астроном Абу’л-Хасан Ахвази (Abu’l-Hasan Ahwazi fl. 830), применявший «систему Ариабхаты» в своих расчётах; ссылка на этот перевод великого учёного ал-Бируни впоследствии сделала Ариабхату известным и европейским учёным.

### Математика
В первой части трактата воспроизводится таблица разностей синусов через 3°45′ = 225′, приведённая ранее в «Сурье-сиддханте».
В математической части трактата Ариабхата:
- производит извлечения квадратных и кубических корней в десятичной системе счисления[4];
- даёт правильные формулы для площади круга и треугольника (и неправильные для объёма сферы и пирамиды)[4];
- приводит приближённое значение для числа пи — отношения длины окружности к её диаметру ((4 + 100) × 8 + 62000)/20000 = 62832/20000 = 3,1416), встречающееся ранее в Паулисе Сидханте[англ.];
- рассматривает вычисление гипотенузы прямоугольного треугольника по данным катетам и некоторые другие расчётные формулы, основанные на теореме Фалеса и теореме Пифагора;
- даёт решение квадратного уравнения, возникающего в задаче на сложные проценты;
- приводит (без доказательства) правила суммирования рядов треугольных, квадратных и кубических чисел:

{\displaystyle 1^{2}+2^{2}+\cdots +n^{2}={n(n+1)(2n+1) \over 6}}
и
{\displaystyle 1^{3}+2^{3}+\cdots +n^{3}=(1+2+\cdots +n)^{2}}.
В связи с проблемой повторяемости небесных движений Ариабхата рассматривает неопределённые уравнения первой степени с двумя целочисленными неизвестными и решает их с помощью метода измельчения.

### Астрономия
Астрономия Ариабхаты имеет много общего с более ранней «Сурьей-сиддхантой». Система мира, которой придерживается Ариабхата — это доптолемеева древнегреческая модель с движением планет по эпициклам. Ариабхата принимает следующий порядок планет: Луна, Меркурий, Венера, Солнце, Марс, Юпитер, Сатурн. Он также предложил планетарную модель, предполагающую, что планеты движутся по эллиптическим орбитам, а не круглым.
Ариабхата выразил догадку, что вращение небес — только кажущееся, и является следствием вращения Земли вокруг своей оси:
Как человек, плывущий в лодке, видит неподвижные предметы движущимися назад, так и человек на Ланке видит неподвижные звёзды движущимися прямо назад. Причина восходов и заходов состоит в том, что круг созвездий, вместе с планетами, постоянно движется на запад от Ланки дуновением правахи.

### Размеры Земли и Луны
В своём сочинении Ариабхата приводит весьма точные данные для размеров Земли и Луны. Для диаметра Земли он указывает величину в 1050 йоджан, и говорит, что одна йоджана равна росту человека, взятому 8000 раз. 1050 йоджанам диаметра соответствуют 3300 йоджан охвата, если принять для числа «пи» значение 22/7. Если принять рост человека равным 160 см, то тогда йоджана равна 12,8 км, и диаметр Земли равен 13.440 км — очень хорошее соответствие с действительным диаметром Земли!
Для диаметра Луны Ариабхата принимает значение 315 йоджан, что даёт отношение диаметров Земли и Луны, равное 10/3.

## Память
Именем Ариабхаты названы:
- кратер Ариабхата на Луне;
- первый индийский искусственный спутник Земли, запущенный 19 апреля 1975 года с помощью советской ракеты-носителя и предназначенный для изучения Солнца, земной ионосферы и космических рентгеновских источников.

### Сочинения
- Âryabhaṭa. The Âryabhatîya. An ancient Indian work on mathematics and astronomy. Tr. W. E. Clark. Chicago, 1930.

### Исследования
- Бонгард-Левин Г. М. Ариабата и его время. Природа, 1976, № 8, c. 94—102.
- Володарский А. И. Ариабхата: К 1500-летию со дня рождения. — М.: Наука, 1977. — 112 с. — (Научно-биографическая серия).
- Володарский А. И. Очерки истории средневековой индийской математики / Отв. ред. д.ф.-м.н. проф. Б. А. Розенфельд. — М.: Наука, 1977. — 184 с. — 6000 экз.
- Володарский А. И. Астрономия в древней Индии. Историко-астрономические исследования, 12, 1976, с. 237—251.
- Еремеева А. И., Цицин Ф. А. История астрономии (основные этапы развития астрономической картины мира). Изд. МГУ, 1989.
- История математики / Под редакцией А. П. Юшкевича, в трёх томах. — М.: Наука, 1970. — Т. I. — С. 191—194.
- Колчинский И.Г., Корсунь А.А., Родригес М.Г. Астрономы: Биографический справочник. — 2-е изд., перераб. и доп. — Киев: Наукова думка, 1986. — 512 с.
- Ansari S. M. R. Aryabhata I, his life and his contributions. Bulletin of the Astronomical Society of India, 5(1), 1977, p. 10-18.
- Srinivasiengar C. N. The history of ancient Indian mathematics. The World Press Private LTD: Calcutta, 1967.
- Takao H. Aryabhata’s rule and table for sine-differences, Historia Mathematica, 24, 1997, p. 396—406.
- Van der Waerden B. L. «The heliocentric system in Greek, Persian and Hindu astronomy». Annals of the New York Academy of Sciences, 500, 1987, p. 525—545. Русский перевод.